# 趙巧岩石窟
趙巧岩石窟位於四川省巴中市通江縣，文物遺址年代判定為唐。2012年7月16日公佈為第八批四川省文物保護單位。
趙巧岩石窟位於四川省巴中市通江縣諾江鎮牌坊街社區諾江中路。趙巧岩唐名壁州神廟石刻，因毗沙門天王像，左手托塔似燈，民間傳說趙巧送燈檯而得名趙巧岩。崖高12.3米，寬40米，崖體坐東北向西南，唐人刻篆甚多，現存唐代龕窟15個，內含空龕1個，千佛屏1個，現存造像241尊，題記4幅，碑刻l通。除千佛屏外，其中初唐6龕，晚唐8龕。龕窟形式有單層圓形龕、外方內馬蹄形龕，外方內圓龕和外方內屋形龕四種。最大盤高5.5米，寬3.5米。造像題材有佛、菩薩、普賢、天龍八部、西方淨土變、弟子、毗沙門天王、力士、飛天等。造像的組合形式有單尊、三尊、五尊、七尊和多尊。第1號龕毗沙門天王龕是一個未完工的造像龕，它的體形與巴中南龕的毗沙門天王像極相似，天王側有侍者像二，左女右男，天王像高4.9米。該石窟造像雕刻精美，薄衣輕快，線條流暢，為研究唐代佛教石刻藝術提供了重要實物依據。1994年，趙巧岩石窟被通江縣人民政府公佈為縣級文物保護單位。